# Aeroporto de Yeosu
O Aeroporto de Yeosu é um aeroporto público em Yeosu, Coreia do Sul.